# Franziska Jünger

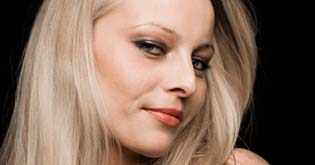
Franziska Jünger (2009)

Franziska Jünger (* 27. Februar 1986 in Borna) ist eine deutsche Schauspielerin.

## Biografie
Jünger wuchs mit ihrer Mutter in (Ost-)Berlin auf, wo sie auch heute lebt. Während ihrer Ausbildung zur Arzthelferin wurde sie im Jahr 2001 von der Regisseurin Sylke Enders fürs Kino entdeckt. Enders konnte Jünger für ihren dffb-Film Kroko gewinnen, zugleich ist es Jüngers Debütfilm und ihre erste Hauptrolle. Als „blondes Gift der Berliner Hinterhöfe“ beeindruckte sie sowohl die Kritiker als auch das Publikum. 2004 erhielt der Film Kroko beim Deutschen Filmpreis die Silberne Lola.
Trotz dieses Erfolgs blieb Jünger bei ihrer Ausbildung zur Arzthelferin, die sie im Januar 2004 abschloss. Als Schauspielerin stand sie zur gleichen Zeit für Detlev Bucks Ghetto-Drama Knallhart und Sylke Enders’ dffb-Abschlussfilm Hab mich lieb! vor der Kamera.
Für den Film Robin mit Jünger in der Hauptrolle gewannen Regisseur Hanno Olderdissen und Autor Clemente Fernandez-Gil den First Steps Award für Kurzfilme 2008.

## Filmografie (Auswahl)
- 2003: Kroko (Kino)
- 2004: Hab mich lieb! (Kino)
- 2005: Schlitten auf schwarzem Schnee
- 2006: Knallhart (Kino)
- 2007: K3 – Kripo Hamburg – Gefangen (Fernsehreihe)
- 2007: Tatort – Spätschicht (Fernsehreihe)
- 2008: R. I. S. – Die Sprache der Toten (Fernsehserie, Folge Wahre Liebe)
- 2008: Robin (Kurzfilm)
- 2009: Wenn die Welt uns gehört (Kino)
- 2010: Zeiten ändern Dich (Kino)
- 2010: Ein starkes Team – Dschungelkampf (Fernsehreihe)
- 2010: Lebendkontrolle (Kurzfilm)
- 2011: Vergiss dein Ende (Kino)
- 2011: Pediküre (Kurzfilm)
- 2012: Großstadtrevier (Fernsehserie, Folge Große Wünsche, kleine Träume)
- 2017: Rakete Perelman (Kino)